# Yehezkel Abramsky
Yehezkel Abramsky (en hebreo: יחזקאל אברמסקי‎); (Dashkovichy, Imperio ruso, 7 de febrero de 1886-Jerusalén, Israel, 19 de septiembre de 1976), también conocido como Reb Chatzkel Abramsky, fue un destacado e influyente rabino y erudito ortodoxo judío lituano, nacido y criado en el Imperio Ruso, que más tarde dirigió la corte rabínica Beth Din de Londres por 17 años, antes de retirarse a la ciudad santa de Jerusalén en 1951.

## Rabinato y estudios
Yehezkel Abramsky nació en Dashkovichy, Gobernación de Grodno, Imperio Ruso (actualmente Bielorrusia) fue el hijo mayor de Mordechai Zalman Abramsky, un comerciante de madera, y su esposa Freydel Goldin de Grodno. Sus padres eran profundamente religiosos, pero el pueblo carecía de suficientes judíos para mantener un servicio de oración, por lo que Yehezkel estudió en su casa antes de pasar a estudiar en las yeshivot de Telz, Mir, Slabodka y particularmente Brisk bajo el rabino Jaim Soloveitchik. A la edad de 17 años se ordenó rabino, sirviendo, a su vez, a las comunidades de Smalyavichy y Slutsk.
Después de la Revolución Rusa, estuvo al frente de la oposición a los intentos del gobierno comunista de reprimir la religión y la cultura judías. Durante este tiempo se desempeñaría como rabino de Slutsk y Smolensk. Como resultado, el gobierno soviético rechazó el permiso de Abramsky para irse y asumir el rabinato de Petah Tikva en Eretz Israel tanto en 1926 como en 1928. En 1926, mientras se desempeñaba como rabino de Slutsk, se unió (junto con el rabino Shlomo Yosef Zevin) al Vaad Harabbonim de la URSS.
En 1928, fundó una revista hebrea, Yagdil Torah (lit. "Haz que la Torá sea grande"), pero las autoridades soviéticas lo clausuraron después de que aparecieron los dos primeros números. En 1929, fue arrestado y sentenciado a cinco años de trabajos forzados en Siberia, donde compuso comentarios talmúdicos en papeles transparentes para cigarrillos. Sin embargo, en 1931 fue liberado debido a la intervención del gobierno alemán bajo el canciller Brüning, quien lo intercambió por seis comunistas que tenían en su poder.

## Beth Din de Londres
Llegó a Londres a fines de 1931, donde fue nombrado rabino de la comunidad Machzike Hadath en el East End de la ciudad. En 1934, el Gran Rabino Joseph H. Hertz lo persuadió para que presida el Rosh Beth Din del Beth Din de Londres, cargo que ocupó hasta que se retiró a Jerusalén en 1951. El nombramiento de un rabino jaredí de Europa del Este para el Beth Din de Londres fue un punto de partida para la Sinagoga Unida y comenzó una tradición que continúa hasta el día de hoy. El prestigio del Beth Din de Londres como autoridad halájica de rango mundial mejoró enormemente con el nombramiento del rabino Abramsky como Rosh Beth Din. Aunque otros renombrados talmidei jajamim sirvieron tanto durante como desde su tiempo, como Dayan Aryeh Leib Grosnass (Lev Aryeh) y Dayan Avrohom Rapoport (Be'er Avrohom), fue Dayan Abramsky sobre todo quien estableció las políticas y costumbres que siguen Beth Din de Londres hasta el día de hoy.
Tras su retiro del Beth Din de Londres, se instaló en Jerusalén. Mientras vivió allí, también sirvió como Rosh yeshivá de la Yeshivá Slabodka en Bnei Brak.
El rabino Abramsky murió en Jerusalén el 19 de septiembre de 1976 (24 Elul 5736). A su funeral asistieron más de 40.000 personas, lo que lo convierte en uno de los más grandes jamás vistos en la ciudad. Fue enterrado en Har HaMenuchot.

## Familia
En 1909 se casó con Hendl Reizel, hija del rabino Yisroel Yehonasan Yerushamski, el rabino de Orla y de Cherven, y yerno, a través de su segundo matrimonio, de "el Ridbaz", el rabino Yaakov Dovid Wilovsky.

### Descendientes
Tuvo cuatro hijos, incluido el profesor Chimen Abramsky, y fue el abuelo del profesor Samson Abramsky y de Jenny Abramsky.

## Premios
- En 1956, el rabino Abramsky recibió el primer Premio Israel de Literatura rabínica.[16]

## Obras
- Hazon Yehezkel ("La visión de Yehezkel"), un comentario de 24 volúmenes sobre Tosefta (basado en el Códice de Viena). El comentario, escrito entre 1925 y 1975, es muy aclamado tanto por rabinos como por académicos.[1][3][17]

## Otras lecturas
- Raphael Loewe, 'Abramsky, Yehezkel (1886–1976)', rev., Oxford Dictionary of National Biography, Oxford University Press, 2004 consultado el 1 de diciembre de 2006
- Bergman, Asher y Wallach, Shalom Meir, Hagadá de Roshei Yeshiva vol 2 .ISBN 978-1-57819-142-0
- Sasha Abramsky, La casa de los veinte mil libros, Halban Londres, 2014.ISBN 978-1-905559-64-0